# Final Fantasy (Anime)
Final Fantasy (jap. ファイナルファンタジー) ist ein Anime aus dem Jahr 1994. Die Produktion von Regisseur Rintaro und Studio Madhouse wurde als Original Video Animation veröffentlicht und basiert auf der Spielereihe Final Fantasy. Der Anime spielt in der Welt des Spiels Final Fantasy V, 200 Jahre nach dessen Handlung. Das Werk ist in die Genres Fantasy, Abenteuer und Comedy einzuordnen. International wurde es auch als Legend of the Crystals bekannt.

## Handlung
200 Jahre nach dem Sieg über den bösen Zauberer Exdeath sind die Helden von damals zu Legenden geworden. Nun wird Planet R von Ra Devil bedroht, einem biomechanischen Wesen vom Schwarzen Mond. Die junge Beschwörungsmagierin Linally und ihr Großvater – Nachfahren der legendären Helden – reisen zum Schrein des Windes, um den dort aufbewahrten Kristall vor bösen Mächten zu schützen. Begleitet werden sie vom Schwertkämpfer Prettz, der in Linally verliebt ist und sie auf der Reise beschützt. Bei ihren Abenteuern lassen sie erst Linallys Großvater aus Sicherheitsgründen zurück und treffen dann auf die Luftpiratenbande von Rouge. Denen entkommen finden sie endlich den Kristall, der sich zum Schutz vor dem Bösen mit Linallys Körper vereinigt. 
Kurz darauf treffen auch Rouge mit ihrer Bande sowie die Flotte des Tycoon unter dem Kommando von Valkus ein, die alle hinter dem mächtigen Kristall her sind. Plötzlich werden sie von Robotern angegriffen und müssen gemeinsam fliehen – zunächst auf Rouges Insel, wo die Helden und Valkus in ihrem Kerker landen. Dort erscheint ihnen Mid, ein Geist aus der Zeit der legendären Helden. Er erklärt den dreien, was es mit den Robotern auf sich hat und dass sie gemeinsam gegen das Böse kämpfen müssen. Kurz darauf greifen die Roboter erneut an und die Helden fliehen mit Rouge in das Schloss von Tycoon. Prinzessin Lenna überzeugt auch Rouge, sich dem Kampf gegen das Böse anzuschließen. Nun nimmt die Gruppe gemeinsam den Kampf auf und erweckt den Drachen von Tycoon, der sie zum Ursprung des Bösen bringen soll.

## Produktion und Veröffentlichung
Der Anime besteht aus vier Teilen mit je 30 Minuten Laufzeit. Diese entstanden beim Studio Madhouse unter der Regie von Rintaro. Bei den einzelnen Folgen führten Naoto Kanda und Tomihiko Ōkubo Regie. Drehbuchautor war Satoru Akahori. Die künstlerische Leitung lag bei Hidetoshi Kaneko und das Charakterdesign stammt von Kunihiko Sakurai, Satoshi Tasaki und Yoshinori Kanemori. Die verantwortlichen Produzenten waren Tetsuo Daitoku, Yojirō Shirakawa und Yuji Takae. Die Musik des Animes wurde komponiert von Masahiko Satō und die Abspanne der Folgen sind unterlegt mit dem Lied Fūsui Kikō (風水紀行) von Shigeri Kitsu. 
Die vier Folgen kamen vom 21. März bis 21. Juli 1994 in Japan auf Kaufmedien heraus. 1995 kam der Anime in Frankreich heraus, 1997 folgte eine Veröffentlichung in den USA sowie später eine spanische und italienische Fassung.
| Rolle   | japanischer Sprecher (Seiyū) |
| ------- | ---------------------------- |
| Prettz  | Rica Matsumoto               |
| Linally | Yuko Minaguchi               |
| Rouge   | Fumi Hirano                  |
| Valkus  | Shigeru Chiba                |
| Mid     | Etsuko Kozakura              |

## Rezeption
Die Handlung folgt dem üblichen Schema von Computerrollenspielen, so die Anime Encyclopedia: „Nach ein paar beliebigen Kämpfen gegen Monster müssen die Helden zwei sich bekämpfende Gruppen vereinen“, um gegen das alle bedrohende Böse anzutreten. Diese „abgegriffene“ Geschichte werde „aufgepeppt“ durch die originellen und aufwändig gestalteten Hintergründe, in denen Einflüsse aus ganz Ostasien erkennbar seien. Begeistert zeigt sich der Kritiker in der deutschen Zeitschrift Animania: „ein hervorragender Anime“, der in seiner englischen Fassung auch hervorragend und ohne größere Mängel übersetzt sei. Mit einem einfachen Charakterdesign und der gesamten Atmosphäre erinnere der Anime an die frühen Filme des Studio Ghibli, die Hintergründe ähnelten teils auch denen frankobelgischer Comics. Die Animationen seien „auch heute [1999] noch hervorragend“ und die Geschichte der Computerspieladaption kein „blasser Abklatsch des in eine Handlung gezwungenen Spielgeschehens […] sondern ein in sich schlüssiges, eigenständiges Werk“.